# Sophus Bugge
Elseus Sophus Bugge (Larvik, 1833. január 5. – Tynset, 1907. július 8.) norvég nyelvész, filológus, elsősorban a skandináv filológia művelője.

## Munkássága
Tanulmányait előbb hazája fővárosában, Kristianiában, majd Koppenhága és Berlin egyetemein végezte. 1866-ban kinevezték az összehasonlító- és skandináv nyelvtudomány (óészaki nyelv) tanárának a kristianiai (oslói) egyetemre. Számos értekezést és tudományos munkát írt az ó-skandináv költészet emlékeiről. Összegyűjtötte és kiadta az ó-norvég népdalokat, a sagákat,  magyarázata és kiadta a norvég rúnafeliratokat, valamint sajtó alá rendezte kritikai kiadásban az Edda-énekeket (1867). A skandináv mítoszok keletkezéséről azt a felfogást hirdette, hogy azokban a görög-római vallási mondák elemei és zsidó-keresztény hagyományok vegyültek germán képzetekkel. A klasszika-filológia terén is működött: Plautusra, az ó-itáliai nyelvre, az etruszk és az oszk nyelvre vonatkozó tanulmányokat készített. 

## Fő művei
- Gamle Norske Folkeviser  (Ó-norvég népdalok, 1858)
- Norrœn fornkvædi (az Edda-énekek kiadása, 1867)
- Norrœne Skrifter af Sagnhistorisk Inhold (1864—65)
- Studier over de nordiske Gude- og Heltesagns Oprindelse, (németül is megjelent: Studien über die Entstehung der nordischen Götter- und Heldensagen [Tanulmányok az északi istenek és hősmondák keletkezéséről], (1881 és 1889)
- Om Runeindskrifterne paa Rök-stenen i Östergötland og paa Fonnaas-Spænden fra Rendalen i Norge (1888)
- Norges Indskrifter med de ældre Runer (1891 és későbbi évek; a norvég rúna-emlékek kiadása).
- Bidrag til den ældste Skaldedigtnings Historie (1894)
- Helge-digtene i den Ældre Edda (Koppenhága, 1896)
- Norsk sagafortælling op Sagaskrivning i Irland (Krisztiánia, 1901).